# Korejovce
Korejovce (in ungherese Koróc) è un comune della Slovacchia facente parte del distretto di Svidník, nella regione di Prešov.